# Parker (filme)
Parker é um filme de ação e suspense norte-americano de 2013, dirigido por Taylor Hackford e estrelado por Jason Statham e Jennifer Lopez. O filme é uma adaptação de Flashfire, o romance com o personagem criminal Parker, escrito por Donald E. Westlake sob o nome de Richard Stark.
Principalmente ambientado em Palm Beach, na Flórida, o filme gira em torno de um ladrão profissional Parker (Jason Statham), que é traído por sua equipe. Ele parte para a vingança sobre eles, viajando para Palm Beach, onde ele pede a ajuda de Leslie (Jennifer Lopez), que o ajuda em uma missão para roubar a sua ex-equipe, liderada por um homem chamado Melander
(Michael Chiklis), um roubo em um assalto de leilão de jóias.
Parker marcou uma partida na carreira de Hackford, como ele esperava para torná-lo seu primeiro "film noir". O filme, produzido com um orçamento de 35 milhões de dólares, foi concebido seguindo a a morte de Westlake em 2008, quando o produtor Les Alexander garantiu o direito a ele.
Ele estreou em Las Vegas, Nevada em 24 de janeiro de 2013, e foi lançado nos Estados Unidos em 25 de janeiro. Os comentários foram geralmente mornos, com muitos críticos sentindo que era uma má adaptação do livro, e típico de filmes de ação de Statham dos últimos anos. Outros encontraram Statham adequado e bem equipada para o papel de Parker e elogiou o trabalho de Jennifer Lopez como alívio cômico. O filme arrecadou 46 milhões de dólares em todo o mundo em bilheteria.

## Sinopse
Um ladrão que é traído por pessoas de seu grupo e acaba quase morto acaba sobrevivendo ao atentado e planeja se vingar dos bandidos. Conhecendo o plano para um importante roubo na Flórida, ele se passa por um milionário em busca de um imóvel na região. É quando conhece uma corretora de imóveis em dificuldades financeiras que acaba se metendo no meio dos planos do criminoso.

## Elenco
- Jason Statham como Parker / Daniel Parmitt[2]
- Jennifer Lopez como Leslie Rodgers[3]
- Michael Chiklis como Melander[4]
- Wendell Pierce como Carlson[5]
- Clifton Collins Jr. como Ross[5]
- Bobby Cannavale como Jake Fernandez[5]
- Patti LuPone como Ascension[6]
- Carlos Carrasco como Norte[7]
- Micah Hauptman como August Hardwicke[4]
- Emma Booth como Claire[5]
- Nick Nolte como Hurley[3]
- Daniel Bernhardt como Kroll[7]
- Dax Riggs como ele mesmo

## Produção

### Concepção

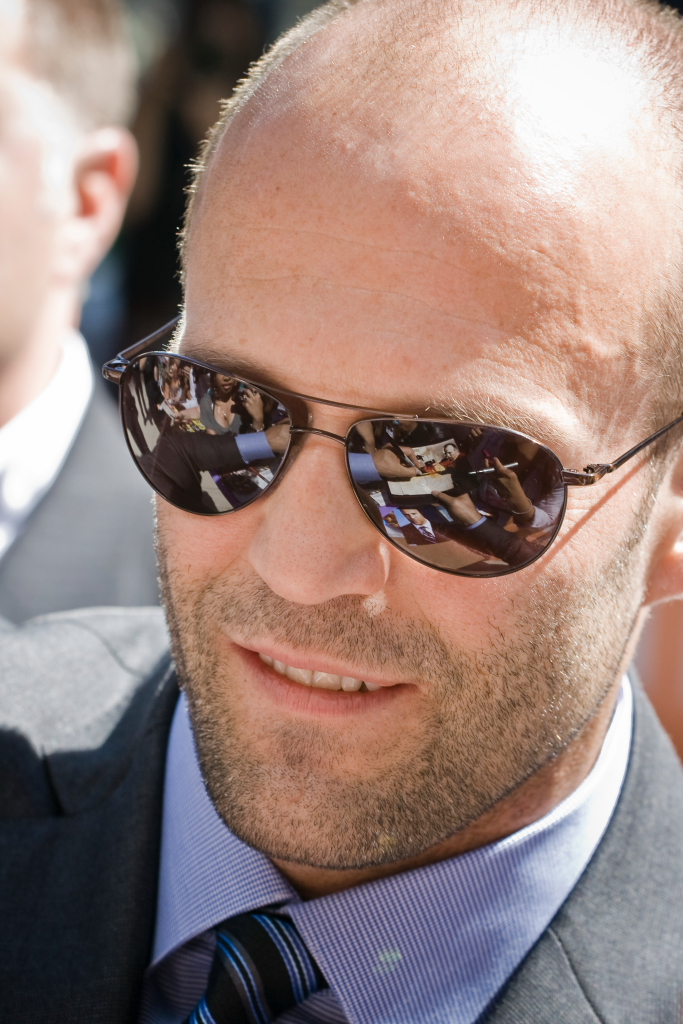
Jason Statham afirmou que Parker, apesar de um anti-herói, tem uma qualidade agradável.

Antes deste filme, Parker apareceu pela primeira vez em décadas anteriores no romance The Hunter de 1962, escrito por Donald E. Westlake, que deu origem a uma série de livros, que incluiu mais de vinte outros livros. Ele também havia sido retratado em vários filmes, incluindo Point Blank (1967) e Payback ( 1999), entre outros. Apesar desses filmes, Westlake sempre se recusou a deixar que qualquer um deles usar o nome do personagem, dizendo que ele só iria permitir que se eles concordassem em se adaptar todos os livros. Em 2008, após a morte de Westlake, sua esposa Abby, tendo sido contactada por Les Alexander, um produtor de televisão que era um conhecido de longa data de Westlake, concordou em vender os direitos de um livro de Parker (incluindo o direito de usar o nome de Parker), com a opção de várias outras sendo adaptadas mais tarde, se o primeiro filme for um sucesso. Alexander contratou um amigo dele chamado John McLaughlin para escrever o roteiro de Parker, e, em seguida, o diretor Taylor Hackford se envolveu. Quando o filme estreou, Hackford, disse em uma entrevista que ele não achava que Westlake teria concordado em deixar o nome de Parker ser utilizado sob estas circunstâncias.
Hackford dirigiu o filme, e o produziu com a ajuda de Matthew Rowland, Sidney Kimmel, Steven Chasman, Les Alexander e Jonathan Mitchell. Hackford estava animado para fazer Parker o seu primeiro tipo de "film noir", afirmando: "Eu não quero ficar preso em um gênero. Que eu gosto mais sobre este pedaço de material como é que você pode pegar um pedaço gênero como este e transformá-lo em um grande filme". Falando com o Palm Beach Daily News sobre o que o levou a Parker, Hackford afirmou: "Eu sou um fã de Donald Westlake. Eu realmente acho que ele é um escritor fabuloso... muito original na área do crime por sua série Parker". Hackford foi atraído para Parker porque ele era um "personagem estranho" e "psicopata" que, ao mesmo tempo, não é um sociopata, descrevendo-o como "convincente".

### Pré-produção e elenco
Em 18 de abril de 2011, Justin Kroll da Variety informou que Jason Statham faria o papel de Parker. Sobre Parker, Statham comentou que ele é "um homem que vive por um certo código moral... portanto, não há uma qualidade agradável a este anti-herói". O ator observou que: "Ele está envolvido em atividades criminosas, mas ele percebe todos os negócios a ser, de algum modo desonesto. Ele nunca rouba de pessoas que ele sente não podem pagá-lo e ele não machuca as pessoas que não merecem isso", descrevendo Parker como um "anti-herói". Durante o filme, Parker é visto posando como um sacerdote e um texano rico chamado Daniel Parmitt de San Antonio, Texas.

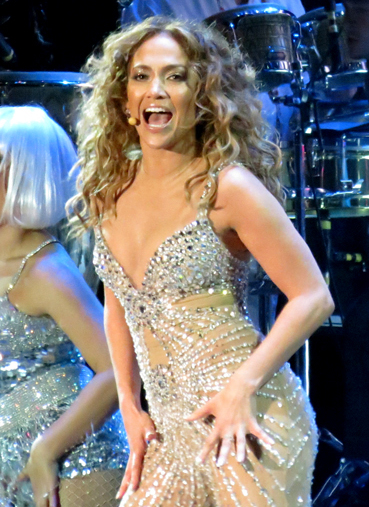
Jennifer Lopez foi escalada como protagonista feminina do filme chamada Leslie, uma fonte que ajuda Parker durante um assalto.

Em 21 de junho de 2011, foi revelado que Jennifer Lopez estava em negociações para interpretar "o papel feminino principal, um personagem chamado Leslie, que se envolve com Parker quando ele executa um assalto". Lopez foi confirmada no elenco, junto com Nick Nolte, que interpreta o mentor de Parker. Lopez e Nolte trabalharam anteriormente juntos no filme U-Turn (1997). Hackford observou o papel de Leslie como uma partida de seu outro trabalho, considerando que ela vem atuando em comédias românticas durante os últimos anos. Leslie é uma "informante esclarecida", que tem "pouco dinheiro, mas grande em aparência, inteligência e ambição". Inicialmente, ela só tem parceria com Parker para seu próprio ganho financeiro, mas eventualmente se envolve romanticamente com Parker. Owen Tonks do Daily Mail observou que "o relacionamento do casal se torna mais forte e se apaixona por Leslie Parker como o enredo se desenvolve". Além disso, Tonks observou que Leslie é "susceptível de ser completamente diferente" da verdadeira personalidade de Lopez. Michael Chiklis, Wendell Pierce, Clifton Collins Jr., Bobby Cannavale, Patti LuPone, e Emma Booth também co-estrelam Parker. No livro Flashfire, Leslie não era descendente de Cubanos. No entanto, Hackford ao colocar Lopez no elenco e no papel decidiu reescrevê-la como cubana, a contratação do ítalo-americano LuPone para interpretar sua mãe "dominadora".

### Filmagem
De acordo com o produtor executivo Nick Meyer, Parker foi produzido em uma faixa de orçamento de 35 milhões de dólares, que ele descreveu como "muito bom", "dado o calibre do filme". Mike Scott do The Times-Picayune informou em 23 de junho de 2011, que Parker seria filmado em Nova Orleães durante sete semanas a partir de 18 de julho. Scott observou que as filmagens em Nova Orleães era "boa notícia" para a indústria cinematográfica local, porque ele veio "em um momento que, historicamente, tem visto uma desaceleração em grandes produções, tanto pelo calor opressivo e com a chegada da temporada de furacões". As locações foram brevemente transferidas para Baton Rouge, Louisiana durante 5 e 9 de agosto.
Parker também foi filmado em Palm Beach, Flórida, onde Lopez e Statham foram vistos em setembro. Em entrevista ao jornal local da cidade, Hackford disse: "Palm Beach é uma área fascinante. Você tem este enclave exclusivo, incrivelmente rico, e do outro lado a ponte que você tem na vida real. E eu estava retratando tanto". De acordo com Robert Janjigian do Palm Beach Daily News, Palm Beach foi "tiete" e "pronto para seu close-up" durante as filmagens. Variety observou que os moradores também foram "abalados" por helicópteros, caminhões de bombeiros e barcos de patrulha marinha", "trazer o cinema de grande tempo para uma área mais conhecida por atividades de lazer". O diretor de fotografia J. Michael Muro, rodou o filme com câmeras digitais Red Epic e lentes anamórficas Hawk V-Lite.
Statham, que é um ex-mergulhador da Equipe Olímpica Britânica, e realizou todas as acrobacias de Parker no filme. Em uma cena, Statham pulou para fora da janela de um carro em movimento rápido para seu personagem para escapar de ser baleado, o dublê foi considerado "muito perigoso" e Hackford disse que estava "nervoso quando entrou pela janela" cinco ou seis vezes antes que a cena foi concluída. Em outra cena, Statham teve que se pendurar na varanda de um edifício. O ator disse que tomou uma "verdadeira surra" dessas cenas. Ele creditou isso ao uso de um fio, que ficou no caminho das filmagens e fez coisas que se sente "restrito", porque eles rasgaram seus braços. Em janeiro de 2012, as filmagens de Parker se concluíram em Miami e também em Columbus, Ohio.

## Marketing
Originalmente, Parker estava previsto para ser lançado em 12 de outubro de 2012. No entanto, a data de lançamento foi transferido de volta devido a forte concorrência que teria enfrentado nas bilheterias de outros filmes lançados nessa época, incluindo Gangster Squad e Here Comes the Boom; o primeiro dos quais mais tarde teve sua data de lançamento mudou para janeiro devido ao massacre em Aurora em 2012. Matt Goldberg do site Collider notou que ele provavelmente teria perdido a esses filmes se tivesse sido lançado em outubro. Boxoffice enumerou as vantagens do lançamento do filme, que foram performances "consistentes" do Statham nas bilheterias e aparência de Lopez que "poderia ajudar o filme expandir um pouco além do público habitual de Statham". Ele também listou os contras, o que são a presença de Lopez que pode "desligar alguns públicos habituais de Statham", bem como forte concorrência de vários outros filmes.
O primeiro cartaz promocional do filme foi revelado em 1 de outubro de 2012. O trailer foi lançado em 4 de outubro de 2012. Collider comentou que, apesar de este ser um filme um pouco diferente do que o que Statham é conhecido, o trailer "ainda tem a sua cota de clichês". Paul Shirley do JoBlo.com disse: "Tem um monte das habituais guloseimas de ação de Statham", mas com "material de origem e elenco estelar" tem potencial para ser um hit teatral. Simon Reynolds da Digital Spy notou o emparelhamento de "durão" Statham e "superstar global" Lopez para ser "improvável", mas disse que Parker promete "servir-se algumas emoções de ação de carne". Em 3 de janeiro de 2013, a Digital Spy revelou outro cartaz promocional para Parker.

## Lançamento
Em 18 de janeiro de 2013, Parker estreou no Muvico Parisian 20 em West Palm Beach. Os rendimentos deste rastreio exclusivo, com a presença de Statham e Hackford, beneficiou o Beach Film Institute Palm. Sua estreia no tapete vermelho, em que os membros do elenco estavam presentes, teve lugar no dia 24 de janeiro de 2013, no Planet Hollywood Resort and Casino. Nos Estados Unidos, Parker foi lançado em 25 de janeiro de 2013. Depois de abrir em 2.224 cinemas nos Estados Unidos, Parker foi sub-realizado durante sua semana de estreia, arrecadando pouco mais de 7 milhões de dólares e abrindo no número cinco na bilheteria. Até o final de seu dia 70 de lançamento na América do Norte, Parker tinha arrecadado 17,6 milhões de dólares nas bilheterias, colocando-o na parte inferior dos filmes de ação/policial liberados de Statham. O filme foi lançado em Blu-ray e DVD nos Estados Unidos em 21 de maio de 2013.

## Recepção
Parker teve recepção mista por por parte crítica especializada. Com uma classificação de 41% em base de 103 críticas, o Rotten Tomatoes publicou um consenso: "Jason Statham é muito bem, como de costume, mas Parker é um filme sobre crime completamente genérico e complicado". No agregador Metacritic, o filme tem um índice de 42/100, baseado em 29 resenhas, indicando "críticas mistas".